# DRAGON GATE 無限大〜infinity〜
DRAGON GATE無限大～infinityは、GAORAで、放送されている番組である。
稀に生中継で、放映する時もある
2025年現在からは、後楽園ホール大会とビッグマッチのみで放送されているが、2023年以降は、後楽園ホール大会のみに限定しており、時に生放送でお届けしており、2025年からは、ビッグマッチも生放送でお届けしている。。

## 解説
現在の出演者
- 市川勝也

DRAGON GATEの所属選手各1名が解説で登場する
過去の出演者
- 高柳謙一
- 松崎年男
- 藤本かずまさ
- ハヤブサ
- 金子泰之(週刊プロレスDRAGON GATE担当記者)

放送時間
- 毎週金曜夜10時00分～11時00分 (2012年3月まで)

放送リスト

## 参考資料